# Jelisaveta Đanić
Jelisaveta Đanić po mężu Mandarić (ur. 12 stycznia 1944 w Somborze) – serbska lekkoatletka, sprinterka. W czasie swojej kariery reprezentowała Jugosławię.
Zdobyła srebrny medal na pierwszych europejskich igrzyskach halowych w 1966 w Dortmundzie w sztafecie 4 × 1 okrążenie (sztafeta Jugosławii biegła w składzie Ljiljana Petnjarić, Marijana Lubej, Đanić i Olga Šikovec). Na kolejnych europejskich igrzyskach halowych w 1967 w Pradze jugosłowiańska sztafeta 4 × 1 okrążenie w składzie: Ika Maričić, Đanić, Lubej i Petnjarić odpadła w przedbiegach.
Đanić zwyciężyła w mistrzostwach krajów bałkańskich w sztafecie 4 × 100 metrów w latach 1964, 1965 i 1967–1969, a w 1966 była srebrną medalistką w tej konkurencji i w biegu a 200 metrów.
Po zakończeniu kariery zawodniczej w 1970 była trenerką.